# Kateryna Antonowytsch-Melnyk

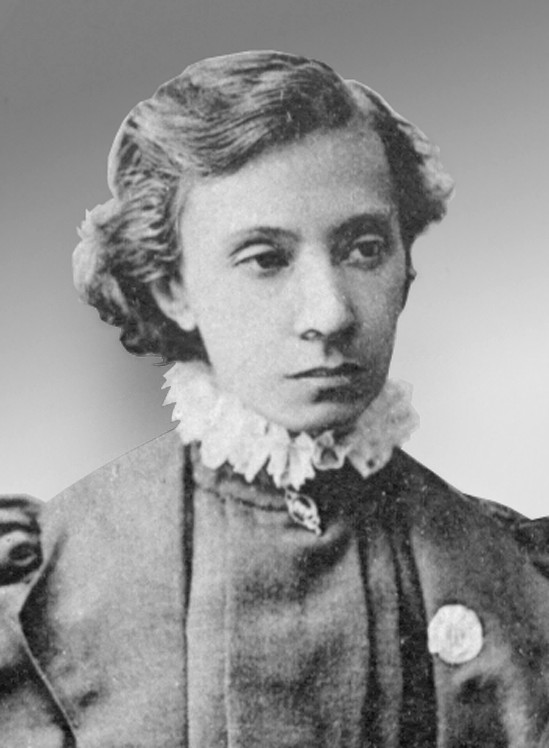
Kateryna Antonowytsch-Melnyk

Kateryna Mykolajiwna Antonowytsch-Melnyk (ukrainisch Катери́на Микола́ївна Антоно́вич-Ме́льник; geboren am 19. Novemberjul. / 1. Dezember 1859greg. in Chorol, Gouvernement Poltawa, Russisches Kaiserreich; gestorben am 12. Januar 1942 in Kiew, Ukrainische Sozialistische Sowjetrepublik) war eine ukrainische Prähistorikerin. Im Jahr 1902 wurde sie die zweite Frau des Archäologen und Historikers Wolodymyr Antonowytsch.

## Leben
Kateryna Antonowytsch-Melnyk wurde 1859 als Tochter von Mykola Matwijowytsch Melnyk geboren. Nach dem Besuch des Gymnasiums in Poltawa und der Höheren Frauenschule in Kiew studierte sie bei Wolodymyr Antonowytsch Geschichte.
Ab den 1880er-Jahren nahm sie an Ausgrabungen in Podolien, Wolhynien, in der Region Saporischschja und in der Sloboda-Ukraine teil und entwickelte sich zu einer Kennerin des Paläo- und des Neolithikums, beschäftigte sich aber auch mit skythischen und kimmerischen Fundplätzen. Studienreisen führten sie nach Galizien, Österreich, Ungarn und mehrfach nach Italien und Sizilien.
Ab 1919 arbeitete sie für die Allukrainische Akademie der Wissenschaften, an der sie in den 1920er-Jahren die Bibliotheksabteilung leitete, im Jahr 1930 aber aus politischen Gründen ihre Position aufgeben musste. Kateryna Antonowytsch-Melnyk war Mitglied der Wissenschaftlichen Gesellschaft Schewtschenko in Lwiw und der 1907 gegründeten Ukrainischen wissenschaftlichen Gesellschaft in Kiew. Sie beteiligte sich am Auf- und Ausbau der Museen an der Universität Kiew und in Dnipro (Historisches Museum Dnipro). Ab 1929 bereitete sie die Drucklegung der ersten beiden Bände der Gesamtausgabe der Schriften ihres 1908 verstorbenen Ehemanns Wolodymyr Antonowytsch vor.
Kateryna Antonowytsch-Melnyk starb 1942 in Kiew und wurde auf dem dortigen Baikowe-Friedhof bestattet.